# Michel Rocard
Michel Rocard AC (tiếng Pháp: [miʃɛl ʁɔkaʁ]; 23 tháng 8 năm 1930 – 2 tháng 7 năm 2016) là chính trị gia người Pháp và là thành viên của Đảng Xã hội. Ông từng giữ chức vụ Thủ tướng Pháp từ năm 1988 tới 1991 trong nhiệm kỳ Tổng thống của François Mitterrand. Ông là người lập nên quỹ hỗ trợ Revenu minimum d'insertion (RMI), cũng như đứng ra thỏa thuận Hiệp ước Matignon về chế độ của khu tự trị Nouvelle-Calédonie. Ông cũng là thành viên của Nghị viện Châu Âu, tham gia mạnh mẽ vào các chính sách của Liên minh Châu Âu cho tới năm 2009. Năm 2007, ông cũng tham gia vào Ban cố vấn của Bộ trưởng Bộ Giáo dục, Xavier Darcos

## Sách
- Michel Rocard, Rapport sur les camps de regroupement et autres textes sur la guerre d'Algérie, Editions Mille et une nuits, 2003 (Report on regroupment camps and other texts on the Algerian War)
- Michel Rocard, Le Coeur à l'ouvrage, Odile Jacob, 1987
- Michel Rocard, Entretiens, Paris, Flammarion, 2001
- Ch. Piaget, Lip, Postface by Michel Rocard, Lutter Stock, 1973
- Collective, Lip: affaire non-classée, Postface by Michel Rocard, Syros, 1975